# Анусін (Поддембицький повіт)
Анусін (пол. Anusin) — село в Польщі, у гміні Задзім Поддембицького повіту Лодзинського воєводства.
У 1975-1998 роках село належало до Серадзького воєводства.